# Rascló saracura
El rascló saracura (Aramides saracura) és una espècie d'ocell de la família dels ràl·lids (Rallidae) que habita els boscos del sud-est del Brasil fins al Paraguai i nord-est de l'Argentina.